# Plantaže
Plantaže — чорногорський виробник вина і виноградного бренді.

## Огляд
AD Plantaže — акціонерне товариство, в даний час включене до холдингу "Агрокомбінат 13 липня" ("Agrokombinat 13 jul"), - найбільшої Чорногорської компанії з виноградарства і виноробства, і однієї з найбільших компаній у Чорногорії в цілому. Компанія базується в чорногорській столиці Подгориці.
Заснована в 1963 році і займається виробництвом вина та столового винограду, персиком, виробництвом та розповсюдженням вина та виноградних коньяків, вирощуванням риби, харчуванням та роздрібною торгівлею. Найважливіший сегмент компанії пов'язаний з виробництвом винограду та вина. Володіє одним з найбільших виноградників у Європі з понад 2310 га  та понад 11 млн. виноградних лоз. Виноградники знаходяться в Чемовському полі, рівному і сонячному районі, що розташований на південь від Подгориці.
AD Plantaže - один з найбільших виробників винограду та вина в регіоні, щорічне виробництво винограду становить близько 22 млн. кг, щорічно продається 17 млн. пляшок. Компанія експортує свою продукцію у понад 30 країн і є лідером ринку у своєму секторі на Балканах.

## Продукція

### Вина
- Червоні вина:
  - Вранац
  - Vranac Pro Corde
  - Мерло
  - Каберне
- Білі вина:
  - Шардоне
  - Крстач

### Виноградні коньяки
- Чорногорський виноградний коньяк (Лозова ракія)
- Prvijenac
- Kruna